# Anuchirvan
Anuchirvan Charaf al-Ma`âlî, dit   (règne 1030-1042) est le sixième prince de la dynastie persane des Ziyarides, installée à Gorgan au bord de la mer Caspienne. La date de son décès varie selon les sources entre 1043 et 1050.

## Biographie
Anuchirvan est le petit-fils du célèbre émir Ziyaride Chams al-Ma`âlî Qâbûs et son père Falak al-Ma`âlî Manûchihr est le gendre du Ghaznévide Mahmûd. Pendant le règne de son père le royaume des Ziyarides est tombé sous l'influence des Ghaznévides. Ray et le Jibâl ont été pris par le Bouyide Majd ad-Dawla Rustam et par plusieurs chefs Kurdes et Daylamites locaux.
Manûchihr décède en 1029 ou 1030.

### Le règne
Mahmûd confirme le jeune Anuchirvan dans ses territoires. Il n'est pas certain qu'il a réellement les moyens de résister aux pressions croissantes des Turkmènes venant des steppes.
En 1032, Anuchirvan est renversé par un coup d'État organisé par le chef de ses armées et oncle de son père Abû Kalijar. Néanmoins il semble rester le souverain nominal. Le nouveau souverain ghaznévide Mas'ud Ier reconnaît cette situation pourvu que le tribut lui soit versé. Ce tribut n'est pas versé régulièrement ce qui motive l'invasion du territoire par Mas'ud jusqu'à Rûyân. Mas'ud contraint Abû Kalijar à s'enfuir. Quand les Ghaznévides se retirent, Abû Kalijar reprend le contrôle et signe la paix avec Mas'ud contre la promesse de verser régulièrement le tribut.

### Restauration
En 1040, Anuchirvan reprend le pouvoir à Abû Kalijar.
En 1041 et 1042, le Seldjoukide Tuğrul Ier Bey prend possession du Tabaristan et du Gorgân. Il nomme un gouverneur Ghaznévide mais laisse Anuchirvan comme souverain nominal de ces territoires. Il n'est plus fait mention d'Abû Kalijar dans les sources historiques.
La date de la mort d'Anuchirvan est très incertaine entre 1043 et 1050. Son cousin `Unsur al-Ma`âlî Kay Kâ'ûs auteur du Qâbûs Nâmeh lui succède dans un petit territoire montagneux de l'intérieur.